# Julia Wennersten
Julia Wennersten (* 18. März 2001) ist eine schwedische Leichtathletin, die sich auf den 100-Meter-Hürdenlauf spezialisiert hat.

## Sportliche Laufbahn
Erste internationale Erfahrungen sammelte Julia Wennersten im Jahr 2021, als sie bei den Halleneuropameisterschaften in Toruń im 60-Meter-Hürdenlauf mit 8,27 s in der ersten Runde ausschied. Im Juli gelangte sie bei den U23-Europameisterschaften in Tallinn bis ins Halbfinale über 100 m Hürden, in dem sie mit 13,75 s ausschied und mit der schwedischen 4-mal-100-Meter-Staffel konnte sie das Rennen im Finale nicht beenden. Im Jahr darauf erreichte sie bei den Hallenweltmeisterschaften in Belgrad das Halbfinale über 60 m Hürden und schied dort mit 8,21 s aus.
In den Jahren 2021 und 2022 wurde Wennersten schwedischen Hallenmeisterin über 60 m Hürden.

## Persönliche Bestleistungen
- 100 m Hürden: 13,44 s (+0,1 m/s), 5. September 2021 in Stockholm
  - 60 m Hürden (Halle): 8,14 s, 23. Januar 2022 in Växjö